# Helge Robert Söderström

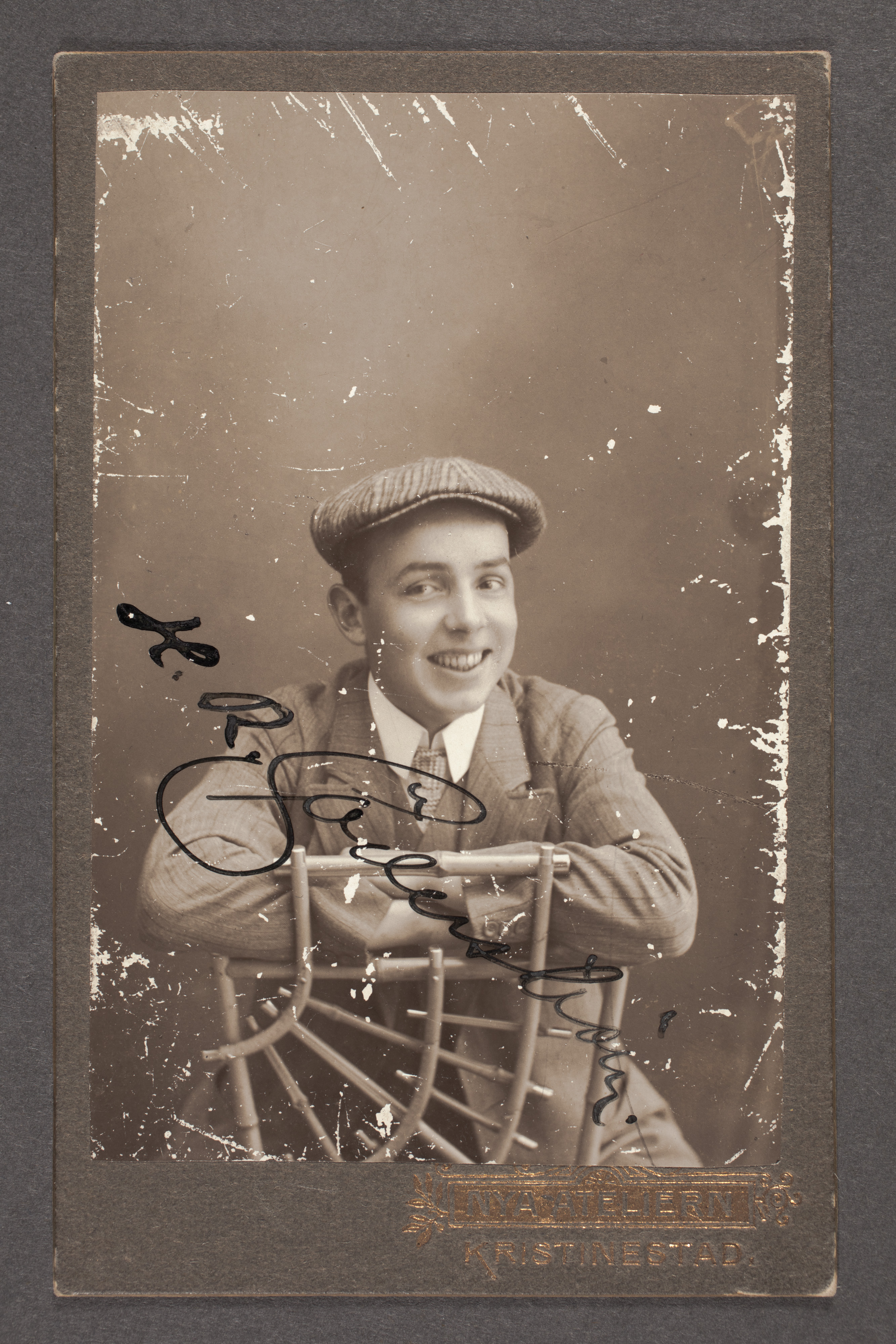
Helge Robert Söderström cirka 1910

Helge Robert (H.R.) Söderström, född 11 augusti 1887 i Kaskö, död 21 oktober 1941, var en finländsk journalist. 
Söderström blev student 1907 och tjänstgjorde fram till 1912 vid länsstyrelsen i Nylands län, antogs därefter till Svenska Teaterns elevskola och fick omedelbart engagemang vid Svenska inhemska teatern i Åbo. Han begav sig 1915 till Lockstedter Lager i Hohenlockstedt nära Hamburg för att utbilda sig inom jägarrörelsen, men avbröt tjänstgöringen där redan samma år och blev kanslist vid den illegala finländska legationen i Stockholm. Han var 1919–1921 medarbetare i Svenska Tidningen och därefter chefredaktör för veckotidningarna Allas Journal 1921–1921, Allas Krönika 1923–1926 och Klockarfar 1926–1937. Han arbetade 1927–1928 för Svenska Pressen och var 1928–1933 chefredaktör för den nygrundade dagstidningen Nyland, ett bygdeorgan för det svenskspråkiga Mellannyland. Från 1935 fram till sin död var han redaktör för det likaså nystartade Radiobladet. Han redigerade 1920–1941 de fem första upplagorna av den biografiska uppslagsboken Vem och Vad.